# Pleurothallopsis nemorosa
Pleurothallopsis nemorosa là một loài thực vật có hoa trong họ Lan. Loài này được (Barb.Rodr.) Porto & Brade miêu tả khoa học đầu tiên năm 1937.

## Hình ảnh

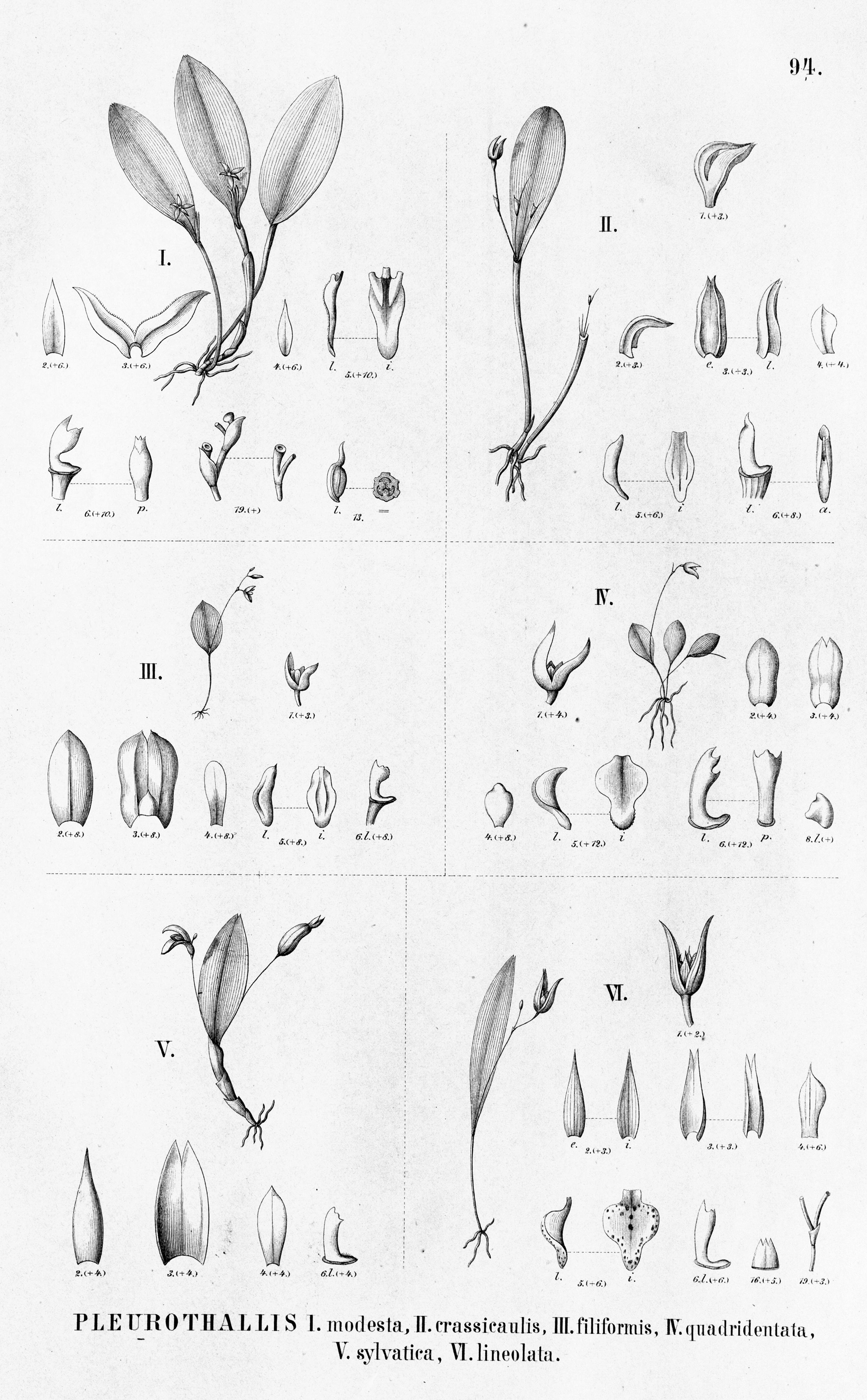
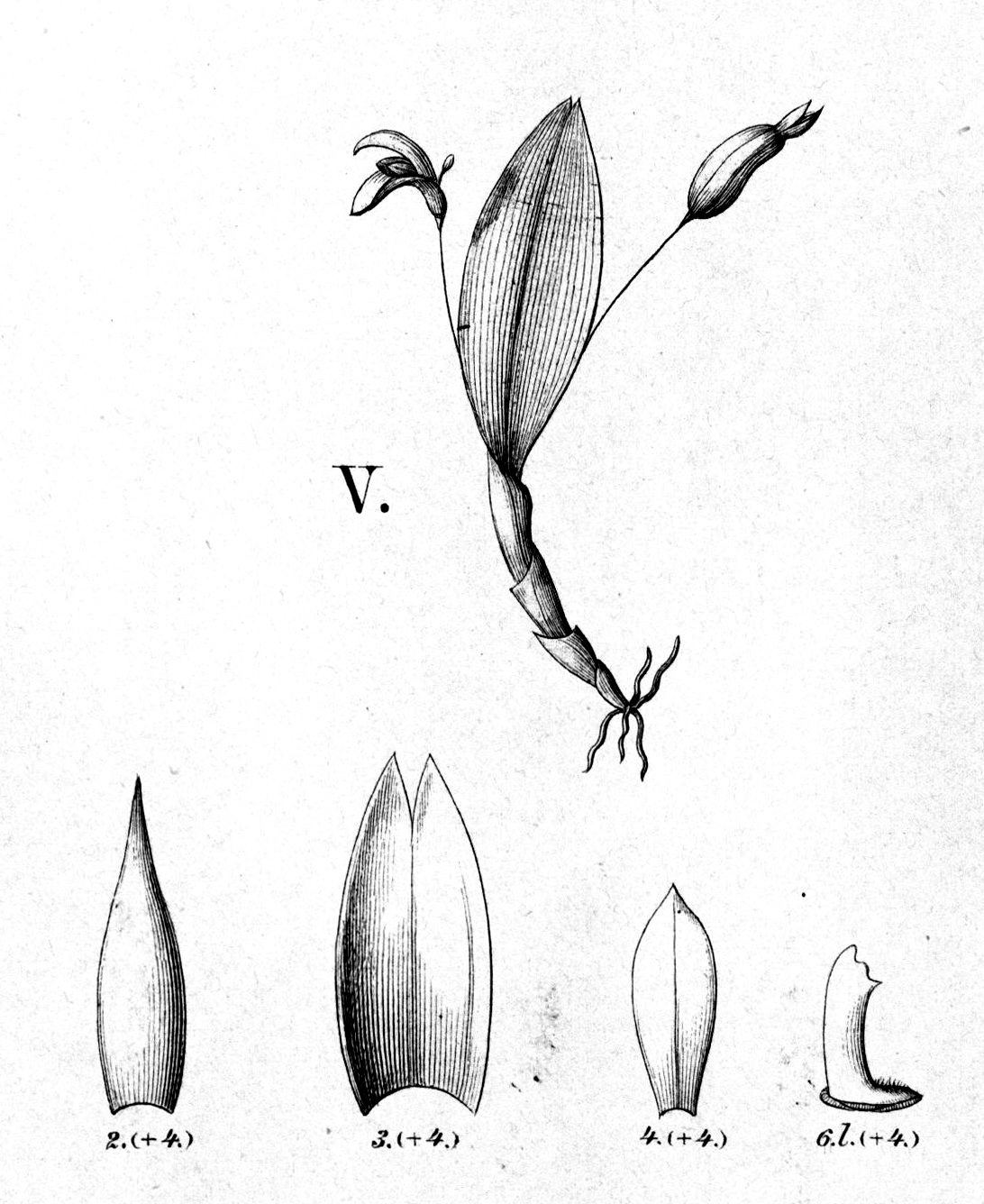